# بابادوبلاكا (جزيرة)
بابادوبلاكا (باليونانية: Παπαδόπλακα)‏ هي جزيرة شعاب طبيعية قبالة الساحل الجنوبي لجزيرة كريت اليونانية في البحر الليبي. تقع الجزيرة في خليج بين رأس ليثينو ورأس كيفالاس، بالقرب من كوموس، وبالقرب من غوريتن التي كانت العاصمة القديمة لكريت. وهي تُدار ضمن وحدة هيراكليون الإقليمية.

## مجموعة الجزر
```
يتضمن الخليج أربعة جزر صغيرة بما فيها بابادوبلاكا (إلى الغرب)، وميغالونيسي (مع المنارة)، وميكرونيسي (المعروفة أيضًا باسم أجيوس بافلوس)، وترافوس.
```

## العصر المينوي
كانت مساحة بابادوبلاكا أكبر في زمن الحضارة المينوسية، بسبب انخفاض مستوى سطح البحر، ومن المرجح أنها كانت توفر مرفأً آمنًا للسفن في ذلك الجزء من الخليج. يعتقد جي. دبليو. شو أن بابادوبلاكا كانت متصلة بالساحل عبر شاطئ رملي شبه مغمور. وهذا يجعل من الميناء المينوي في كوموس مشابهًا لميناء أمنيسوس.